# Instituto Rio Grandense do Arroz

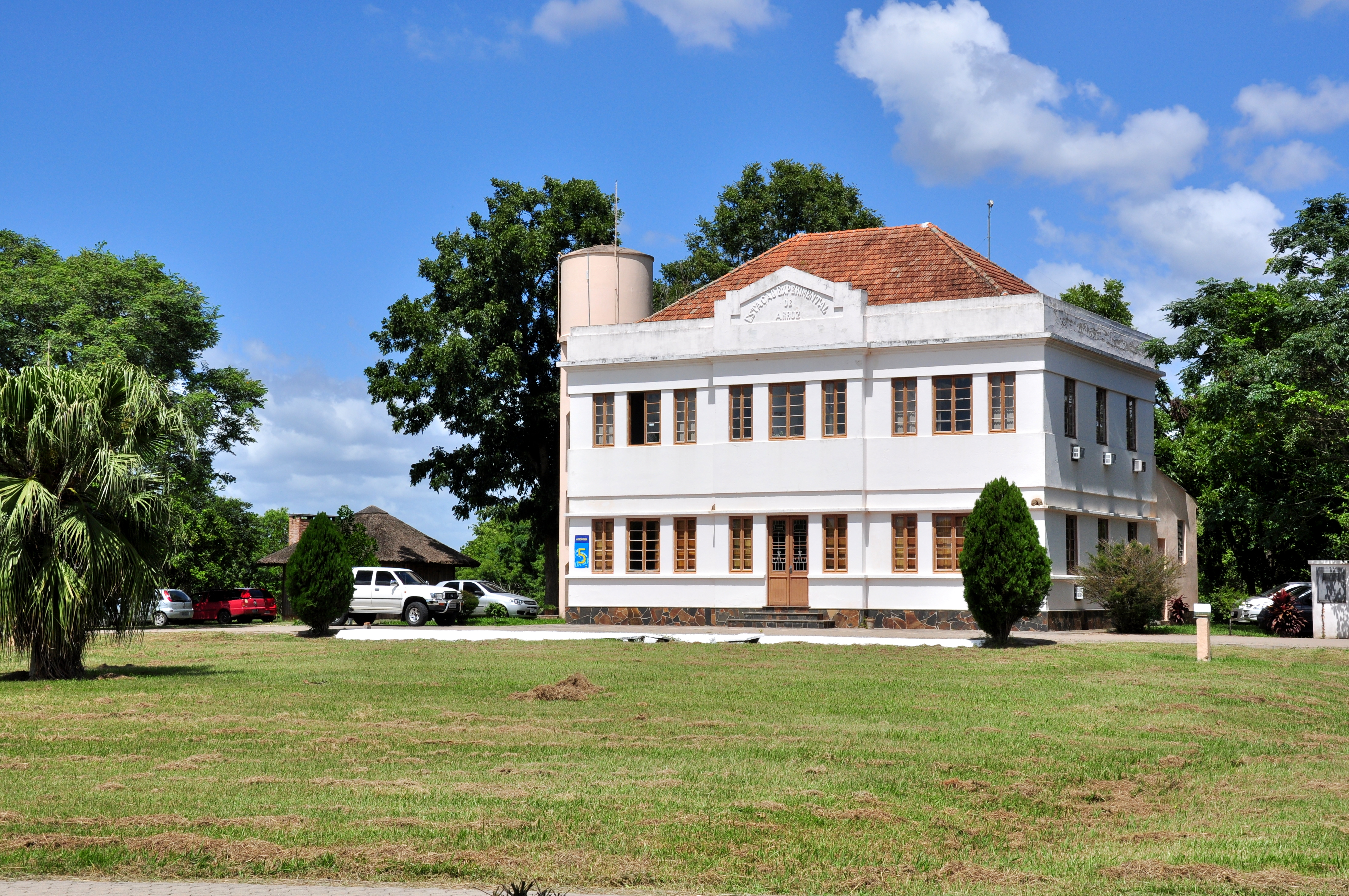
Estação Experimental do Arroz do IRGA em Cachoeirinha.

O Instituto Rio Grandense do Arroz (IRGA) é uma entidade pública, criada através do Decreto-Lei nº 20, sendo-lhe atribuída como finalidade principal incentivar, coordenar e superintender a defesa da produção, da indústria e do comércio de arroz produzido no estado do Rio Grande do Sul. A entidade divulga análise e realiza o acompanhamento das colheitas, bem como realiza o acompanhamento de estiagens e pragas.